# Alexandre de Gusmão
Alexandre de Gusmão (Santos, 17 luglio 1695 – Lisbona, 9 maggio 1753) è stato uno scrittore e diplomatico portoghese.

## Biografia
Alexandre de Gusmão nacque nella città di Santos, può essere considerato uno dei precursori dell'applicazione dei principi illuministi alle relazioni internazionali, adottando il principio dell'uti possidetis, secondo cui ogni Stato ha diritto al territorio che effettivamente occupa, nonché l'idea di "confini naturali", che suggerisce l'uso di importanti riferimenti geografici come fiumi e catene montuose  per stabilire i limiti tra gli Stati.
È considerato uno dei migliori diplomatici del suo tempo, principalmente per il suo ruolo nella negoziazione del Trattato di Madrid nel 1750 (revocato nel 1761), quando Portogallo e Spagna stavano tentando di delimitare i loro possedimenti territoriali in Sud America.